# النباخ
النباخ (به آلمانی: Allenbach) یک شهر در آلمان است که در راینلاند-فالتس واقع شده‌است.

## خصوصیات
النباخ ۲۷٫۵۶ کیلومترمربع مساحت دارد ۴۷۸ متر بالاتر از سطح دریا واقع شده‌است.